# Vermoeidheidssyndroom na virusinfectie
Een vermoeidheidssyndroom na virusinfectie, ook wel post-viraal vermoeidheidssyndroom is een aandoening die ontstaat na en als gevolg van een virusinfectie, waarbij vermoeidheid het hoofdkenmerk of een van de hoofdkenmerken is. Zo'n aandoening is doorgaans chronisch.

## Classificatie
In de huidige ziekteclassificatie van de Wereld Gezondheidsorganisatie, de ICD-11, vallen twee aandoeningen onder deze paraplu, namelijk myalgische encefalomyelitis en chronische vermoeidheidssyndroom.
In de vorige ziekteclassificatie van de Wereld Gezondheidsorganisatie, de ICD-10, was 'vermoeidheidssyndroom na virusinfectie' opgenomen in het hoofdstuk overige hersenaandoeningen. 

## Virusinfecties
Infecties die ervan worden verdacht een postviraal vermoeidheidssyndroom te kunnen veroorzaken zijn onder meer diverse vormen van Herpes, waaronder de Ziekte van Pfeiffer, en Polio. De laatste kan nog na vele jaren leiden tot het postpoliosyndroom (in de ICD-10 elders vermeld).

## Risico
Uit een onderzoek in Australië blijkt dat de kans op een postviraal vermoeidheidssyndroom vooral samenhangt met de ernst van de infectie, en niet met demografische, psychologische of microbiologische factoren.